# Krigshundarna (film)
Krigshundarna, amerikansk-brittisk film från 1981 baserad på Frederick Forsyths bok med samma namn, se Krigshundarna.
Filmen är inspelad i Belize och på Liverpool Street station i London. Den hade premiär i Frankrike den 28 januari 1981.

## Handling
En legosoldat blir torterad och deporterad i den afrikanska nationen Zangaro, han återvänder för att leda en revolution.

## Rollista (urval)
- Christopher Walken - Jamie Shannon
- Tom Berenger - Drew
- JoBeth Williams - Jessie
- Jim Broadbent - Filmare

Sången i slutet av filmen sjungs av Gillian McPherson